# Eremoleon macer
Eremoleon macer är en insektsart som först beskrevs av Hagen 1861.  Eremoleon macer ingår i släktet Eremoleon och familjen myrlejonsländor. Inga underarter finns listade i Catalogue of Life.